# Явленный образ Симеона Богоприимца
Явленный Образ Симеона Богоприимца — икона Богомладенца Христа на руках святого праведного Симеона Богоприимца.
Найдена на выезде из Красного Села крестьянином Василием Кисляковым 11 (24) мая 1800 года. Почитается с 1800 года как местночтимая и чудотворная икона.
Празднование иконе совершается 11 (24) мая 1800 года.

## Сокрытие святыни от поругания, до времени
Недалеко от будущего Красного Села в XV—XVII вв. находился Дудоровский погост Водской пятины Новгородской республики. По преданию, в 1467 году во время свирепствовавшего мора, архиепископ Иона, во время моления, услышал глас, повелевавший идти на скудельницу в Покровском Зверином монастыре где он обретёт икону св.прав. Симеона Богоприимца. На праздник Покрова Пресвятой Богородицы, новгородцы придя крестным ходом и обрели образ. Списки с этого чудотворного образа во множестве разошлись по новгородской земле. В одном из домов Дудоровского погоста, видимо и находился в XVI веке список с образа Покровского монастыря. При разорении же этих мест шведами в 1611 году, икона, вероятно, оказалась выброшенной шведами или утеряна при поспешном бегстве жителей. Либо, была сокрыта местными жителями от поругания, и с надеждой возвращения. Дудорово на шведский манер стало произноситься как Дудергоф, река Лига стала Дудергофкой, а места эти более чем на 90 лет отошли к Швеции. До обретения сокрытого в земле Образа оставалось почти 190 лет. Возможно, Образ пропал и при случайной утере кем-то из новгородских переселенцев или военных (из гвардейских полков проводивших здесь свои манёвры) уже в XVIII веке, после основания Петром I поселения Красное Село.

## Явление иконы святого праведного Симеона Богоприимца в Красном Селе
В 1800 году, Красное Село обрело свою святыню — чудотворную икону с изображением Богомладенца Иисуса Христа, на руках святого праведного старца Симеона Богоприимца.
На выезде из Павловской слободы, с правой стороны от дороги по направлению из Красного Села к Санкт-Петербургу 11 мая 1800 года (по старому стилю) или 24 мая по новому, крестьянин Василий Кисляков, работая на своей пашне, увидел, как неожиданно, у края небольшого холма земля, поднявшись на сажень, разметалась весьма большими глыбами по сторонам. Образовалась промоина с водяным ключом посередине. В ней местные жители и обнаружили не повреждённую плавающую икону.
Народ, увидев в воде образ, принял это за особое к ним от Бога милосердие и об этом дал знать местному приходскому духовенству, которое без спроса и ведома Епархиального Начальства, отслужив молебен, взяло образ и с торжественным крестным ходом, при многочисленном стечении народа, водворило в церковь.
Чудесное явление иконы — редкое событие. А для новопостроенного Петербурга явилось таковым первым. Радость красносёлов, обнаруживших её в водоёме, внезапно образовавшемся на месте обретения была так велика, что захватила и местных священнослужителей во главе с настоятелем протопопом Стефаном Фёдоровым, священником Николаем Яковлевым и дьяконом Яковом Ивановым. Все втроём они служили в красносельской Троицкой церкви в 1798—1801 годах. Те, оглушённые необыкновенным чудом, забыли даже и доложить об обретении по инстанции, что могло роковым образом отразиться на судьбе иконы. Узнав о таком самовольном действии как не получивший благословение архиерея крестный ход, епархиальное начальство высказало своё недовольство с последующим разбирательством. Неизвестно, чем могло бы всё закончиться, если бы не заступничество об иконе императора Павла I, который понял чувства верующих, совершенно забывшихся в своём ликовании, простил их и приказал оставить икону в Красном Селе. Вероятно, решение было принято под влиянием императрицы Марии Фёдоровны, которая любила посещать Свято-Троицкую церковь. И имела о ней особое попечение. Об этом разбирательстве сохранилась историческая переписка.
В журнале «Русская старина» 1882 года (том 33, январь) опубликованы некоторые повеления и указы императора Павла I; один из них — от 15 мая 1800 года. В тот день из Павловска к военному губернатору Петербурга П. А. Палену был направлен приказ от Государя. Написанный на немецком языке, он в переводе на русский язык имел такое содержание:
Господин генерал от кавалерии фон-дер-Пален. Из донесения одного чиновника императрице я узнал о следующем происшествии в Красном Селе. В одном месте там провалилась земля и вскоре образовавшееся отверстие наполнилось водою; это привлекло множество народу, не только живущего в этой местности, но также из Гатчино и С.-Петербурга; который вечером разошелся, а на следующий день снова собрался, при этом на воде оказался плавающий образ, который и был отнесен народом в церковь в Красном Селе. Обо всем этом приказываю вам собрать подробныя сведения, и не теряя времени с умом принять соответственные меры и обо всем мне донести. К вам благосклонный
Павел.
15 Мая 1800 года.
Павловск.

По действующим законоположениям и по резолюции Архиепископа Амвросия, священники должны были бы быть лишены мест и запрещены в священнослужении, а церковь и приход поручены другим; но так как эти священники находились в имении императрицы Марии Фёдоровны, то Консистория от 16 Мая 1800 года за № 1285, предлагала на обсуждение императрицы чрез Павловское Городовое Правление 
«где по сему делу попы следованны и судимы быть должны и о принятии мер к прекращению злоупотребления и разглашения об образе».
 На это, правление тогда же уведомило Консисторию, что требование доложено было императрице и по её повелению образ приказано оставить в Красносельской церкви, а о прочем ответствие Консистория получит от г. Генерал-Прокурора.
20 мая 1800 года генерал-прокурор П. Х. Обольянинов отправил петербургскому архиепископу (которого диакон П. Дмитриев неверно назвал «митрополитом») «ответствие». Сохранился его черновик со множеством исправлений (зачёркнутых слов). Вот текст этого черновика:
Павловское городовое правление уведомило меня, что консистория вашего преосвяСп: бургская дошло до сведения моего сообщила ему, что по случаю найденнаго павловскими крестьянами близ слободы образа сретения Господня, ваше Преосвященство изволите положить на Церковно-служителей Софийскаго уезда церкви живоначальныя Тройцы, что в селе красном, запрещение в служении зато, что они образ сей вынув из источника, с освятилищением воды оный и отнесли в церковь молебны, требует уведомления, где судимы они быть должны. Я быв известен о самых обстоятельствах где произшествия сего, долгом моим поставляю сообщить вашему преосвященству, что оно уже сделалось сведомым Ея величеству Государыне Императрице и от Ея величества донесено и Государю Императору, соизволившему принять сие с благоволением; а потому засим кажется и не могут церковно служители подвергнуты быть ни суду ни запрещению, но в протчем все сие тем более что по учиненному на месте следствию ни умысла предоставляю благоусмотрению ваш преосв с их стороны, ни необыкновенных церемоний при взятии образа, кроме водоосвящения не было. Что ж касается до того где по делу сему быть следованы и быть кому оные могут подсудимы, то должны в. в. известно, что насие отзываюсь тем, что по делам духовным все духовенство в России церковным, безъ посредственно подлежит ведается в Синоде и консисториях они суду Епархиальной консистории, а по светским подвержены отче -ту городскаго Правления мирским и земским в гражданских правительствах. В красном же селе ведомы они по сей части Павловскому городовому правлению в непосредственном управлении Ея И. величества состоящему.
Павловск.
Маия 20 1800
Его высокопр. Архиепископу Амвросию.
Следовательно, утверждение диакона П. Дмитриева о том, что «священники лишены были мест и запрещены в священнослужении, а церковь и приход поручены другим», является неверным. Архиепископ Амвросий лишь предполагал так поступить, но не сделал этого, а обратился с запросом к императрице Марии Фёдоровне. Павловская слобода, возле которой был найден Образ, входила в состав Красного Села, принадлежавшего императрице и находившегося в ведении правления города Павловска. Поэтому, запрос был послан через Павловское городовое правление. Мария Фёдоровна сообщила о случившемся Павлу I, а тот велел Палену провести расследование. Узнав результаты расследования, император «принял с благоволением» помещение Образа в церковь.
Государь Павел был глубоко верующим человеком. Так, за два года до события в Красном Селе, 9 июня 1798 года, Императорская фамилия, прибывшая к этому дню в Тихвин, участвовала в перенесении знаменитой чудотворной иконы Божьей Матери из одного храма в другой. Тихвинскую икону несли Павел Петрович и его старший сын Александр Павлович. Рядом с ними шли Мария Фёдоровна и Константин Павлович.
Явление нового чудотворного образа в имении его супруги глубоко взволновало Павла. Но, сначала он велел «собрать подробныя сведения» и ему «обо всем донести». Оценить же законность действий священников надлежало генерал-прокурору. П. Х. Обольянинов счёл, что «кажется и не могут церковно служители подвергнуты быть ни суду ни запрещению», о чём и уведомил Амвросия. На следующий день, 21 мая, Амвросий послал Обольянинову ответное письмо:
Высокопревосходительный Господин!
Милостивый государь мой!
На отношение вашего высокопревосходительства от 20го числа сего маия, последовавшее по поводу сообщения от Санктпетербургской Консистории в Павловское Городовое правление, имею честь уведомить, что священники Села Краснаго по случаю зделанной ими церемонии с найденным близ онаго образом по силе законов подлежали суду и запрещению, есть ли б при следствии оказались виновными в умысле ложно очудотворить оный; но когда уже ваше высокопревосходительство, быв известны о самых обстоятельствах произшествия сего, уведомляете меня, что оно уже зделалось сведомым ГОСУДАРЫНЕ ИМПЕРАТРИЦЕ и от ЕЯ ВЕЛИЧЕСТВА донесено ГОСУДАРЮ ИМПЕРАТОРУ соизволившему принять сие с благоволением; потому те с-щенники, как еще суду и запрещению яко необследованные подвергнуты не были, так яко уже по учиненному на месте следствию в умысле с их стороны виновными непризнанные, более ничем судимы не будут. О чем известя ваше высокопревосходительство с совершенным высокопочитанием честь имею быть:
вашего высокопревосходительства
Милостиваго Государя моего
Всепокорный слуга
Амвросий Архиепкп С.пбургский
№ 119й.
Маия 21го дня
1800 года
Его высокопревосхву Гну Генералу
Прокурору и кавалеру Обольянинову.
В этом письме архиепископ Амвросий сообщает о том, что «те священники… еще суду и запрещению… подвергнуты не были… судимы не будут». Таким образом, их не наказали и оставили служить в
красносельской Троицкой церкви. Перенесение иконы от места её явления с крестным ходом в церковь не стало считаться самовольным поступком и нарушением церковных правил.
Старший священник Стефан Феодоров, младший священник Николай Яковлев и дьякон Яков Иванов в таком составе служили в красносельской Троицкой церкви в 1798—1801 годах. В 1801 году о всех троих была сделана такая запись:
По формулярной за 1800й год ведомости показаны: сщенники Стефан Федоров 78и, Николай Яковлев 37и, диакон Яков Иванов 37и лет, в чтении искусны, к чтению поучений способны, катихизис таинства и обязательства знают, по ноте петь умеют, состояния добраго. Учились в семинарии Стефан риторике, Николай философии, а дьякон поезии природою. Священник Стефан сщеннической сын находился при церкви Села Краснаго дьячком и дьяконом, а в 1759 м году по выбору прихожан произведен во сщенника. Священник Николай священнической же сын находился диаконом в Воцком погосте в селе Александрове и города Софии в Софийском соборе, в 1794 м посщен во сщенника в Воцкой погост, а из онаго в село Красное переведен он Яковлев в 798 м году Июля 3 дня по Высочайшему Ея Императорскаго Величества на представление покойнаго преосщеннаго митрополита [Гавриила] соизволению. Диакон Яков диаконской сын находился в Боровицком Духове мнтре псаломщиком, в 1786 м посщен в город что ныне село Рожествено во диакона, а в 790 м году определен в село Красное. В семействе имеют как по исповедной за 1800й год росписи показано: сщенник Стефан жену, священник Николай жену и детей Симеона 4х Татьяну 5ти Веру 2х лет Марью 1го года, диакон жену дочерей Марью 4х Параскеву 2х лет.

## Иконография Образа
По Евангелию от Луки, младенец Иисус Христос в сороковой день после рождения был принесён родителями в Храм. Туда по вдохновению пришёл и старец Симеон, которому «было предсказано Духом Святым, что он не увидит смерти, доколе не увидит Христа Господня». Симеон взял младенца Иисуса на руки и сказал: «Ныне отпускаешь раба Твоего, Владыко, по слову Твоему, с миром; ибо видели очи мои спасение Твое…». Встреча (Сретение) Симеона с Христом — Сретение Господне — один из двунадесятых праздников, приходящийся на 2 февраля (15-е по новому стилю). Согласно канону христианской живописи, в образах Сретения обычно изображаются Симеон с Иисусом, родители Иисуса и Анна Пророчица («она в то время, подойдя, славила Господа и говорила о нем всем»). Симеона показывают склонившимся в левую от зрителя сторону и опустившим лицо к Младенцу, лежащему на его протянутых руках. Красносельский же Образ необычен и не отвечает традиционному канону. Здесь изображены только Симеон с Иисусом, причём Симеон показан не во весь рост, а по пояс. Он не склонился, а несколько наклонил голову и не в левую, а в правую от зрителя сторону. Младенца Симеон держит перед грудью, правой рукой поддерживая его снизу, а левой — сбоку. Младенец не лежит, а сидит со свитком ученья в руках. Данная композиция является точным повторением древней явленной иконы из Новгородского Зверина монастыря. По всей видимости автор не являлся иконописцем, работавшим при крупном иконописном центре, а, скорее всего, был провинциальным сельским живописцем. Исполненный без высокого профессионализма, но трогательный в своей простоте, и вызывающий чувство благоговения, Образ написан в архаичном, допетровском стиле — вполне возможно, не в XVIII веке, а ранее. Икона очень потемнела от времени, невелика по размеру — высотой около 19 см.
В начале XX века Образ, по описанию диакона Петра Дмитриева в «Очерке истории Красносельской Троицкой церкви и ее прихода ко дню 175-летнего юбилея» (СПб., 1908), имел такой вид:
"Высотой сия икона 10, а шириной 8 вершков, в серебряной вызолоченной ризы 84 пробы. Сделанный на изображение Святого венец обложен в два ряда крупным жемчугом, в середине которого вделан, пожалованный Государыней императрицей Марией Фёдоровной (26 августа 1802) драгоценный перстень с зеленым яхонтом в середине, весом в 4 карата и обложенный кругом бриллиантами и розами. Венец Спасителя обложен мелкими бриллиантами и розами, а на нем бриллиантовый крестик на золотой цепочке, пожертвованный Фрейлиной Ее Величества Графиней Литке…
П.Дмитриев приводит и номер акта: «пожалованный <…> МАРИЕЙ ФЕОДОРОВНОЙ (препровожденный в означенную церковь чрез Управляющего Конторой, при отношении за № 386 от 26 Августа 1802 года) драгоценный перстень…»
По словам диакона П.Дмитриева (1908 г.), «к иконе этой в течение 108 лет нахождения ея в Красносельской церкви, не охладело благоговейное усердие и не оскудело число притекающих христиан с верою и надеждою получить от нея какое либо исцеление и утешение. Образ сей, как видно, украсился и украшается приношениями… верующих».

## Почитание Явленного Образа святого праведного Симеона Богоприимца в Красном Селе
7 августа 1813 года вдовствующая императрица с детьми — Николаем, Михаилом и Анной — и со свитой 
«благоволила прибыть…. в карете в Красное Село к церкви, где ЕЯ ВЕЛИЧЕСТВО и Их Высочеств встретили при колокольном звоне два священника со святым и животворящим крестом, а по Высочайшем вшествии в церковь, отправлялся в оной по соизволению ЕЯ ВЕЛИЧЕСТВА молебен явленной иконе Святого Симеона Богоприимца…, по окончании же сего ЕЯ ВЕЛИЧЕСТВО с Их Высочествами и всеми особами обоего пола, приложась ко кресту и святой иконе той, отсутствовала потом из церкви…»

16 октября следующего, 1814 года Мария Фёдоровна с теми же тремя детьми и со свитой вновь прибыла в Красное Село. Там она изволила 
«выезд иметь в карете в церковь, пред которою на паперти ЕЯ ВЕЛИЧЕСТВО и Их Высочеств встретили в облачении со святым и животворящим крестом тамошние оба священника, а приложась ЕЯ ВЕЛИЧЕСТВО и Их Высочества ко кресту, изволили войти в церковь и прикладываться ж к иконе святого Симеона Богоприимца, которому и отправлен был по соизволению ЕЯ Величества молебен, а по окончании сего и по провозглашении ГОСУДАРЮ ИМПЕРАТОРУ и ИМПЕРАТОРСКОЙ всей Фамилии долголетия, ЕЯ ИМПЕРАТОРСКОЕ ВЕЛИЧЕСТВО и Их Императорские Высочества, возвратясь из церкви, благоволили от оной из Красного Села отсутствовать…»

В последующие годы своей жизни Мария Феодоровна ещё несколько раз приезжала в Красное Село, где посещала и Троицкую церковь. Вероятно, при каждом посещении этой церкви она молилась и у Явленного Образа, но только один раз это отражено в придворном журнале — в записи от 18 июня 1819 года. В тот день 
«в начале 1 часа пополудни Ея Величество с фрейлиной графинею Самойловой соизволила выезд иметь в карете в тамошнюю приходскую церковь, в которой и приложась к явленной Святого Симеона иконе соблаговолила после сего возвратится от церкви…».
 Таковы документальные данные о пребывании Государыни у Явленного Образа сохранившиеся в придворных записях.

Свидетельство почитания имеются и в вышеназванной книге дьякона Петра Дмитриева «Очерк истории Красносельской Троицкой церкви и ее прихода ко дню 175-летнего юбилея» (СПб., 1908): 
«Есть сказание из достоверных источников, что блаженной памяти государь Александр II, посетив со своей супругой красносельскую церковь 1859 года 20 июня, изволил высказать, что всегда при приезде Государя в Красное Село и по отъезде из него, будучи еще маленьким, [будущий] ИМПЕРАТОР АЛЕКСАНДР II с СВОЕЙ БАБУШКОЙ [Марией Феодоровной] приходил в церковь к этому образу Св. Симеона Богоприимца молиться и весьма престарелый священник всегда брал Государя на руки для того, чтобы приложиться к этому образу. Всё это было сказано в присутствии находившегося в то время Священника Иоанна Знаменскаго, который счёл своим нравственным долгом посвятить всех, а также и своих домашних, завещав им всем помнить столь знаменательные слова».

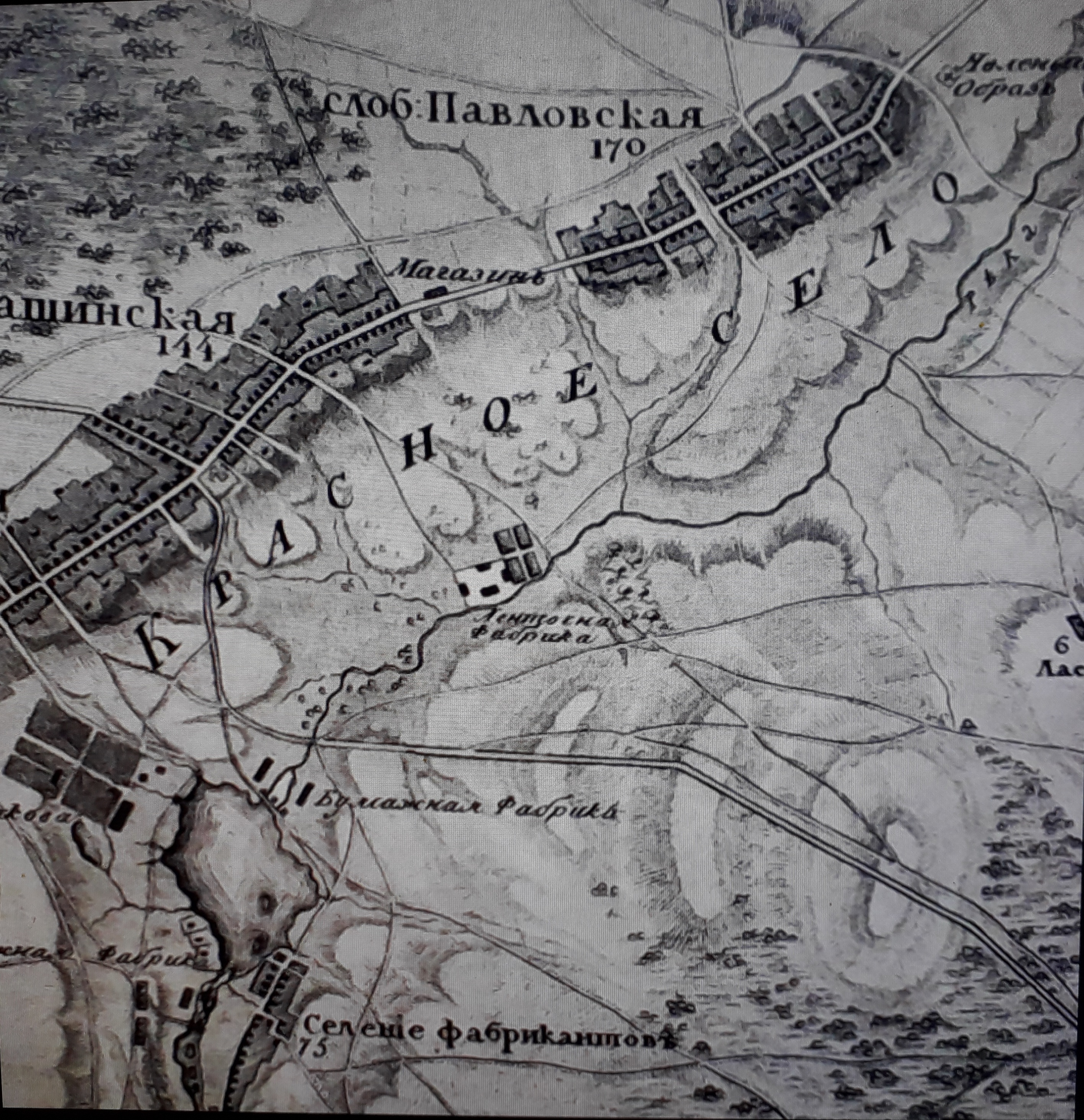
Фрагмент плана генерал-майора Фёдора Шуберта, создавшего в 1817-м году подробный (в 1см 42 метра) план Санкт-Петербурга и окрестностей, с отмеченным местом обретения Образа.

В дореволюционное время почитали как сам образ, так и место его явления. Оно обозначено на подробном Плане окрестностей Петербурга составленного в 1817 г. генерал-майором Фёдором Шубертом, и более поздних, с надписью «Явленный Образ». Совмещение старых карт с современными показывает, что явление произошло у перекрёстка нынешних пр. Ленина (бывшего Нарвского тракта) и ул. Семёновской. Это место было отмечено возведением здесь, до революции, часовен. А с 2016 года и одноимённого храма, в честь святого праведного Симеона Богоприимца.
«Самое место, где найден образ, огорожено срубом, над которым устроена деревянная часовня; но впоследствии устроена перед этой часовней другая, каменная — больших размеров, на средства местного обывателя Бородулина. К этим часовням ежегодно 11 Мая бывает совершаем из Красносельской церкви крестный ход с иконой Св. Симеона Богоприимца».

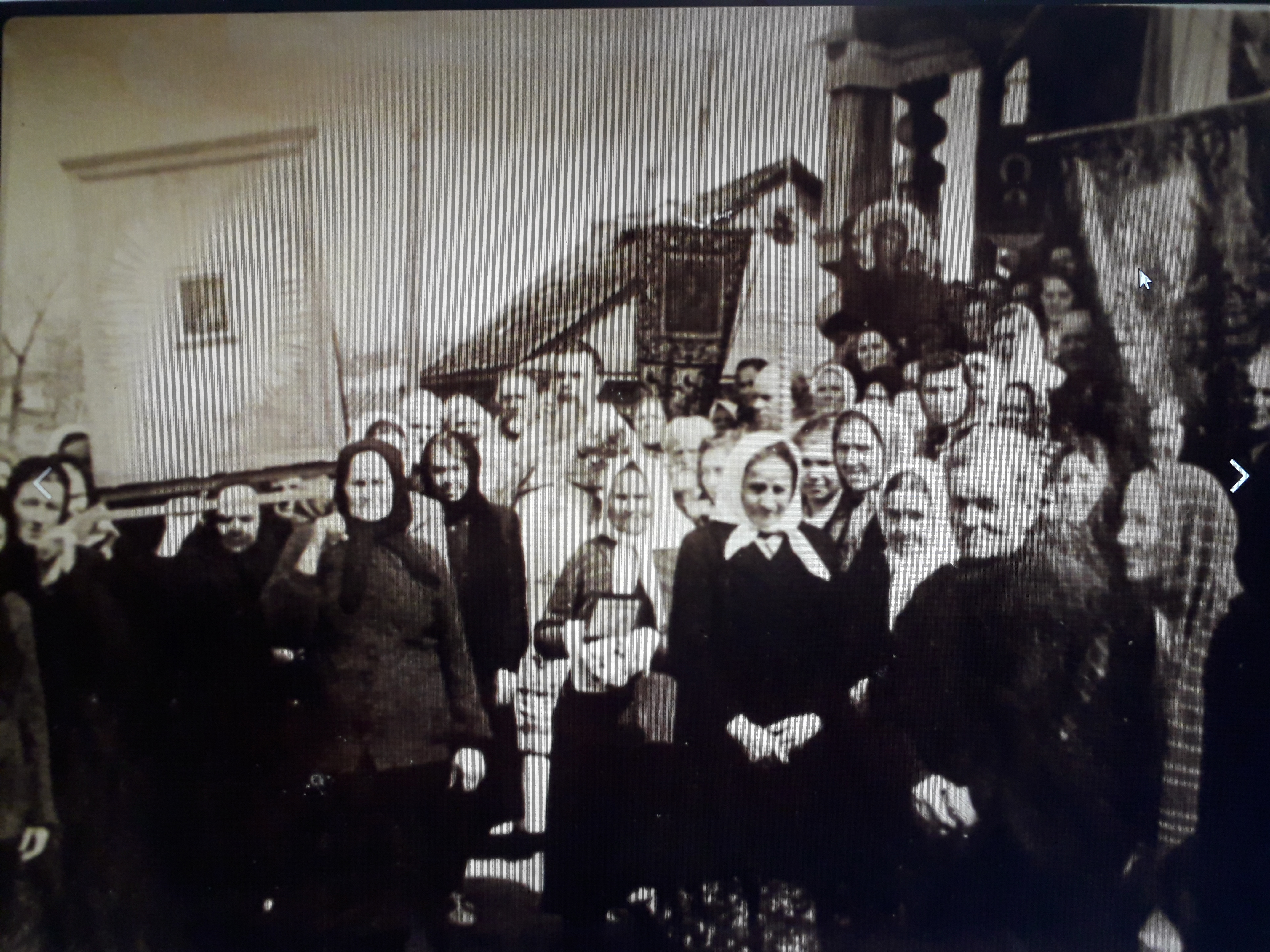
Крестный ход с образом святого Симеона Богоприимца. Конец 1950-х годов.

«Крестные ходы бывают: 4 февраля, в день Симеона и Анны, в часовню, за Павловскую слободу; 11 мая, в память Кирилла и Мефодия, и 15 августа, на болотное место, за Красным селом, в память пожара 1792 г., едва не испепелившего все селение (Красное Село). Из часовен особенно уважается та, которая за Павловской слободой. Она каменная, осмигранная, построенная в 1865 году почётным гражданином Арсением Николаевичем Бородулиным»

Приведённая А.Румянцевым дата «1792», по видимому, не верна. Пожар имел место не ранее 1800 года. О нём сообщает Т. Максинков: 
«В начале прошлого столетия [XIX столетия — прим.] страшный пожар угрожал Красному Селу, вокруг которого горели леса и болота. <…> 15 августа был совершен крестный ход с иконою Симеона Богоприимца на горевшее болото <….>. После этого пожар стал мало-помалу утихать, и Красноселье избавилось от угрожавшей ему опасности».
С мая 1800 года Явленный Образ Симеона Богоприимца находился в Троицком храме в киоте, «у правого крылоса» специально созданного придела святых Симеона и Анны, и был украшен серебряной ризой с бриллиантами и драгоценными камнями. На месте обретения, как уже писалось, была построена каменная часовня, и ежегодно 11/24 мая из Троицкой церкви к ней совершался величественный Крестный ход. Часовня построена в 1865 году на средства почётного гражданина Арсения Николаевича Бородулина, находилась рядом с первой деревянной часовней, устроенной вскоре после обретения чудотворного образа.
Икона прославилась многими чудесами и исцелениями, став главной святыней  Красного Села. Множество людей приезжало в Свято-Троицкую церковь из Петербурга и его пригородов для молитвы перед этой иконой, и по вере получая просимое.
Особо почитали икону Императрица Мария Феодоровна, и Император Александр II (который так же приезжал в Красное Село для молитвы пред образом перед принятием важных государственных решений).
Как правило, посещение членами императорской семьи Романовых Свято-Троицкого храма происходило во время знаменитых Красносельских военных манёвров Российской Императорской Гвардии. Ведшиеся до 1920-х годов записи чудесной помощи, чрез Образ святого Симеона Богоприимца, записываемых клиром Троицкой церкви в течение столетия, были уничтожены вместе с остальными архивами и убранством храма при его закрытии в 1932 году.
Всё убранство иконы было утрачено во время кампании по изъятию церковных ценностей в начале двадцатых годов прошлого века. Несмотря на утрату драгоценной ризы, икона была спасена верующими людьми после закрытия Свято-Троицкой церкви Красного Села в 1932 году. После Великой Отечественной войны она была передана ими в единственную открытую в Красном Селе Александро-Невскую церковь.
В 2016 году на историческом местом обретения иконы был построен новый храм в честь святого праведного Симеона Богоприимца. Так как после возрождения Свято-Троицкой церкви Красного Села началась дискуссия по дальнейшему месту пребывания Образа, то на Приходском Собрании храма Александра Невского (Протокол № 21, от 20 ноября 2015 года) было принято решение, и получено благословение Владыки Варсонофия, с целью пресечения дальнейших споров, на перенесение Образа в храм, на место её обретения. При совершении первой Божественной Литургии 24 мая 2016 года оригинал иконы и был перенесён из храма святого Александро-Невского в этот новопостроенный храм, а в самом храме Александра-Невского, а также в Свято-Троицкой церкви Красного Села размещены списки — размер в размер — на тех исторических местах, где икона пребывала с 1800 по 1932 год и с 1946 по 2016 годы.
Почитание красносёлами Явленного Образа Богомладенца Христа на руках святого праведного Симеона Богоприимца сохранялось все годы с момента обретения. В сам день обретения вокруг храма святого Александра-Невского, вплоть до начала хрущёвских гонений, совершались крестные ходы вокруг храма. Об этом известно благодаря сохранившейся фотографии.

## Патриарх Кирилл и Явленный Образ
С 5 июля 1960 по 27 мая 1970 настоятелем храма святого благоверного княза Александра-Невского являлся протоиерей Михаил Васильевич Гундяев (1907—1974), отец будущего патриарха Кирилла. Как и все предшествовавшие и последующие настоятели храма, он бережно хранил историю обретения Явленного Образа, служил молебны пред ним, и по вере получал просимое. С 14 лет помогал в Алтаре своему родителю и отрок Владимир (будущий Патриарх Московский и всея Руси Кирилл). Явленный Образ был расположен на почётном месте в храме и, будущий Патриарх, будучи алтарником, молился пред ним на молебнах, помогая отцу, вместе со всеми прихожанами храма. Поступление в Ленинградскую духовную семинарию, в Духовную Академию, пострижение в монашество, рукоположение в иеродиакона и иеромонаха, защита диссертации и получение степени кандидата Богословия Владимиром Гундяевым (будущим Патриархом Кириллом) совершились в период настоятельства отца Святейшего Патриарха на приходе храма святого благоверного князя Александра Невского. При пострижении в монашество Владимир получил имя Кирилла, чья память совершается 11/24 мая. Эта же дата является и днём обретения Явленного Образа. Таким образом день памяти святых равноапостольных Мефодия и Кирилла (день тезоименитства Святейшего Патриарха) не случайно совпал и с днём обретения Образа.